# Білостоцьке воєводство (1919—1939)
Білостоцьке воєводство (пол. Województwo białostockie, біл. Беластоцкае ваяводзтва) — адміністративно-територіальна одиниця Польської Республіки, утворена 14 серпня 1919 з повітів колишніх Гродненської, Ломжинської і Сувальської губерній Російської імперії. Скасоване в 1939 році на підставі Пакту Молотова — Ріббентропа, за яким ці землі увійшли до складу БРСР (за винятком Сувальського повіту).
Територія воєводства (1921) — 32 450 км², (1939) — 26 036 км²
Воєводство складалося з 13 повітів:
- Августівський повіт
- Білосток
- Білостоцький повіт
- Більський повіт
- Гродненський повіт
- Ломжинський повіт
- Остроленцький повіт
- Островський повіт
- Сокульський повіт
- Сувальський повіт
- Щучинський повіт
- Волковиський повіт
- Високомазовецький повіт

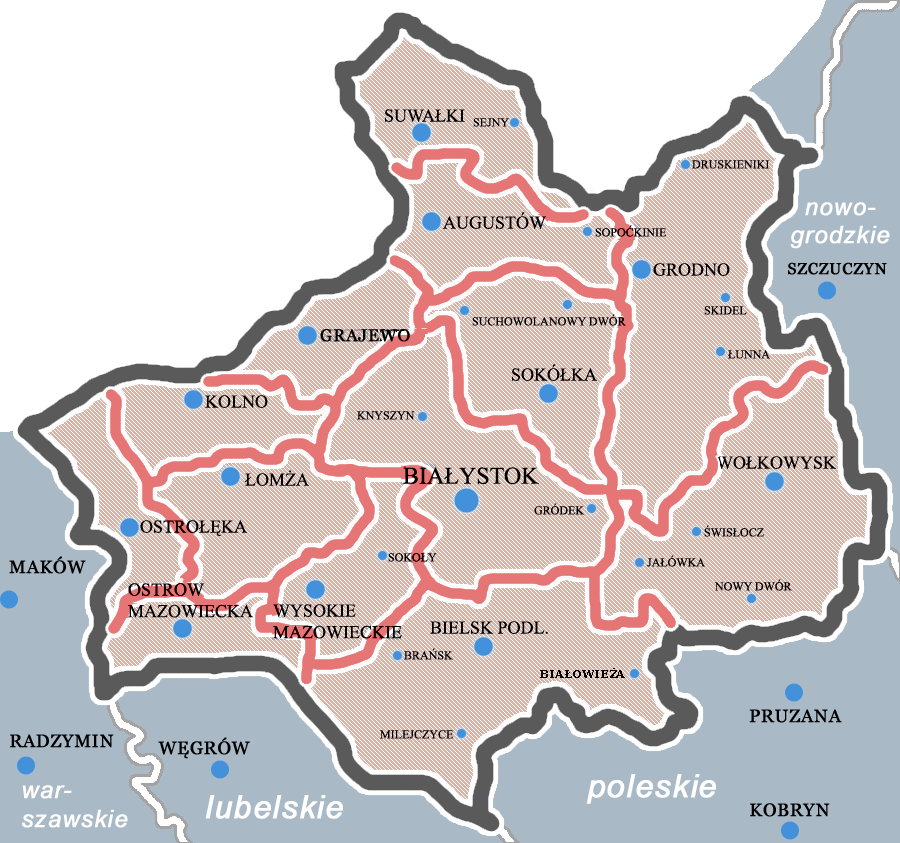
Карта воєводства, 1937 рік

- Біловезький повіт (з 4 лютого 1921 по 31 липня 1922 року).

У Більському повіті проживали переважно українці. Повіт становив північну (правобережну відносно Західного Бугу) частину Підляшшя.